# نادي أولاريا أتلتيكو
نادي أولاريا أتلتيكو هو نادي كرة قدم برازيلي أٌسس عام 1915. يلعب في الدرجة الثانية من بطولة كاريوكا وهي البطولة الأهم لكرة القدم في ولاية ريو دي جانيرو.
فاز بأول نسخة من الدوري البرازيلي الدرجة الثالثة في عام 1981.